# Eureiandra
Eureiandra es un género con doce especies de plantas con flores perteneciente a la familia Cucurbitaceae. 

## Especies seleccionadas
| - Eureiandra balfourii - Eureiandra bequaerti - Eureiandra cogniauxii - Eureiandra congolensis - Eureiandra eburnea - Eureiandra fasciculata | - Eureiandra formosa - Eureiandra lasiandra - Eureiandra leucantha - Eureiandra parvifolia - Eureiandra schweinfurthii - Eureiandra somalensis |

## Sinonimia
- Euryandra